# Phú Tân, An Giang
Phú Tân là xã thuộc tỉnh An Giang, Việt Nam.

## Lịch sử
Dưới thời Việt Nam Cộng hòa, địa bàn thị trấn Phú Mỹ ngày nay là một phần xã Hòa Hảo, quận Tân Châu, tỉnh Châu Đốc.
Sau năm 1975, xã Hòa Hảo chia thành 2 đơn vị hành chính là xã Hòa Hảo (nay là 2 xã Tân Hòa và Tân Trung) và thị trấn Mỹ Lương. Thời điểm này, Mỹ Lương là thị trấn huyện lỵ của huyện Phú Tân, tỉnh An Giang.
Ngày 23 tháng 8 năm 1980, Hội đồng Chính phủ ban hành Quyết định 125-CP. Theo đó, giải thể thị trấn Mỹ Lương để thành lập xã Phú Mỹ.
Ngày 16 tháng 6 năm 1997, Chính phủ ban hành Nghị định 75-CP. Theo đó, thành lập thị trấn Phú Mỹ, thị trấn huyện lỵ huyện Phú Tân trên cơ sở toàn bộ 701 ha diện tích tự nhiên và 27.043 người của xã Phú Mỹ.
Ngày 2 tháng 2 năm 2016, Bộ Xây dựng ban hành Quyết định 97/QĐ-BXD về việc công nhận thị trấn Phú Mỹ là đô thị loại IV.
Ngày 12 tháng 6 năm 2025, Ủy ban Thường vụ Quốc hội ban hành Nghị quyết số 1654/NQ-UBTVQH15 về việc sắp xếp các đơn vị hành chính cấp xã của tỉnh An Giang. Theo đó, toàn bộ diện tích tự nhiên, quy mô dân số của thị trấn Phú Mỹ và các xã Tân Hòa (huyện Phú Tân), Tân Trung, Phú Hưng thành xã mới có tên gọi là xã Phú Tân.

## Văn hóa
Khu vực này cũng là thánh địa của phật giáo Hòa Hảo.

## Kinh tế
Phú Mỹ đạt tốc độ tăng trưởng kinh tế hàng năm trên 15,5%. Lĩnh vực thương mại - dịch vụ chiếm tỷ trọng 52,7%; tập trung nhiều doanh nghiệp và cơ sở sản xuất-kinh doanh hoạt động hiệu quả đem lại nguồn thu lớn cho địa phương, góp phần giải quyết việc làm cho hàng ngàn lao động.
Cuối năm 2015, Phú Mỹ đã cơ bản sắp xếp chợ trung tâm theo mô hình chợ an toàn thực phẩm. Trên cơ sở tiềm năng du lịch tâm linh, Phú Mỹ có cơ hội phát triển du lịch kết hợp cảnh quan sinh thái, di sản văn hóa dân tộc, trong đó nổi bật là di tích An Hòa tự - một thánh tích của tôn giáo Phật giáo Hòa Hảo đã gắn liền với vùng đất thánh trên 100 năm.
Trong lĩnh vực công nghiệp – tiểu thủ công nghiệp, thông qua việc đầu tư cải tiến công nghệ, thiết bị, Phú Mỹ đã và đang khai thác hiệu quả 2 làng nghề truyền thống là làng rèn và bánh phồng.

## Giao thông

### Đường chính
- ĐT954

### Đường địa phương
- Hải Thượng Lãn Ông
- Nguyễn Trung Trực
- Chu Văn An
- Tôn Đức Thắng
- Hà Huy Tập
- Phạm Văn Đồng
- Trường Chinh
- Tam Nguyên Yến Đổ (Nguyễn Khuyến)
- Phú Mỹ
- Kim Đồng
- Lý Tự Trọng
- Nguyễn Văn Linh
- Lê Hồng Phong
- Lê Duẩn
- Nguyễn Thị Minh Khai
- Nguyễn Hữu Cảnh
- Trương Định